# Kinesisk dvärguv
Kinesisk dvärguv (Otus lettia) är en fågel i familjen ugglor inom ordningen ugglefåglar.

## Kännetecken

### Utseende
Kinesisk dvärguv är en 23-25 cm lång uggla som förekommer i en gråbrun och en rostfärgad form, men även mellanformer finns. Karakteristiskt är kombinationen av tätt streckad och marmorerad fjäderdräkt, tydligt vit- eller beigefärgad på ögonbryn och i nacken, tydliga örontofsar och mörka ögon. Näbben är sotgul till hornfärgad. Den är i stort sett identisk med övriga arter i komplexet. Jämfört med indisk dvärguv är den kraftigare tecknad både under och ovan, med korta och breda streck istället för tunna och längre. Den saknar även den indiska dvärguvens mörka näbbspets.

### Läten
Revirlätet är ett rätt mjukt, klart och fallande "bouu", upprepat ungefär var tolfte sekund, jämfört med indiska dvärguvens mer staccato och stigande läte "whuk?". Ibland hörs även ett påstridigt "kuuk-kuuk-kuuk" och ett tystlåtet klagande "weyoo".

## Systematik och utbredning
Kinesisk dvärguv tillhör ett komplex med mycket nära besläktade dvärguvar där även sundadvärguv, japansk dvärguv och indisk dvärguv ingår. Tidigare behandlades de som en och samma art, Otus bakkamoena, och vissa gör det fortfarande. De urskiljs dock idag oftast som egna arter, främst baserat på skillnader i läten.
Kinesisk dvärguv delas in i fem underarter med följande underarter:
- Otus lettia plumipes – västra Himalaya (norra Pakistan till västra Nepal)
- Otus lettia lettia – östra Nepal, nordöstra Indien (söderut till Odisha och nordöstra Ghats), Bangladesh, Myanmar, Thailand och Indokina
- Otus lettia erythrocampe – sydöstra Kina
- Otus lettia glabripes – Taiwan
- Otus lettia umbratilis – Hainan utanför södra Kina

Taxonet plumipes fördes tidigare till indisk skrikuv, men har flyttats till kinesisk dvärguv på utseendemässiga grunder. Å andra sidan behandlas ussuriensis, tidigare ansedd som underart till kinesisk dvärguv, förs numera till japansk dvärguv efter studier.

## Levnadssätt
Kinesisk dvärguv hittas i olika sorters skog, gärna med inslag av Shorea robusta, men även trädgårdar, dungar i odlingsbygd och plantage upp till 2200 meters höjd. Den lever mestadels av insekter, framför allt gräshoppor och skalbaggar. Fågeln häckar mellan februari och april/maj, i Thailand möjligen från januari. Den lägger två till fem rätt glansiga ägg i ett hål i ett träd två till fem meter ovan mark, ofta i ett gammalt hackspettsbo eller barbettbo.

## Status och hot
Arten har ett stort utbredningsområde och en stor population med stabil utveckling och tros inte vara utsatt för något substantiellt hot. Utifrån dessa kriterier kategoriserar internationella naturvårdsunionen IUCN arten som livskraftig (LC). Världspopulationen har inte uppskattats men den beskrivs som vida spridd och lokalt vanlig.